# Минский часовой завод
ОАО «Минский часовой завод» — часовой завод в Минске, единственный часовой завод в Республике Беларусь. 
С 1955 года на нём выпускались часы, в том числе такие известные советские марки как «Луч», «Заря» и «Вымпел». В дальнейшем, несмотря на сложности постсоветского периода, завод сохранил производство, а с 2010 года инвестором МЧЗ является швейцарская компания Franck Muller.
Завод обладает полным циклом производства часов.

## История
В начале пятидесятых годов в Советском Союзе часовую промышленность составляли тринадцать заводов Главчаспрома Министерства машиностроения. В 1950 году было произведено 7,566 млн часов, а к 1953 году уже 12,516, из них наручных — 4,595 млн изделий.

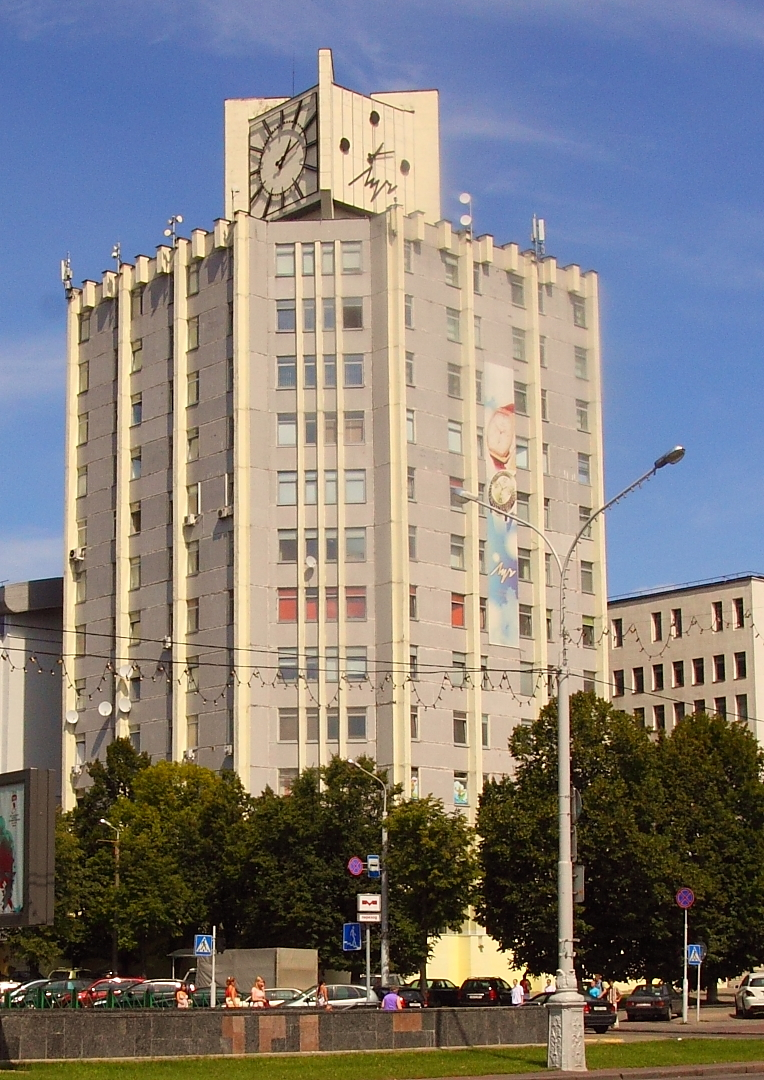
Управление Минского часового завода.

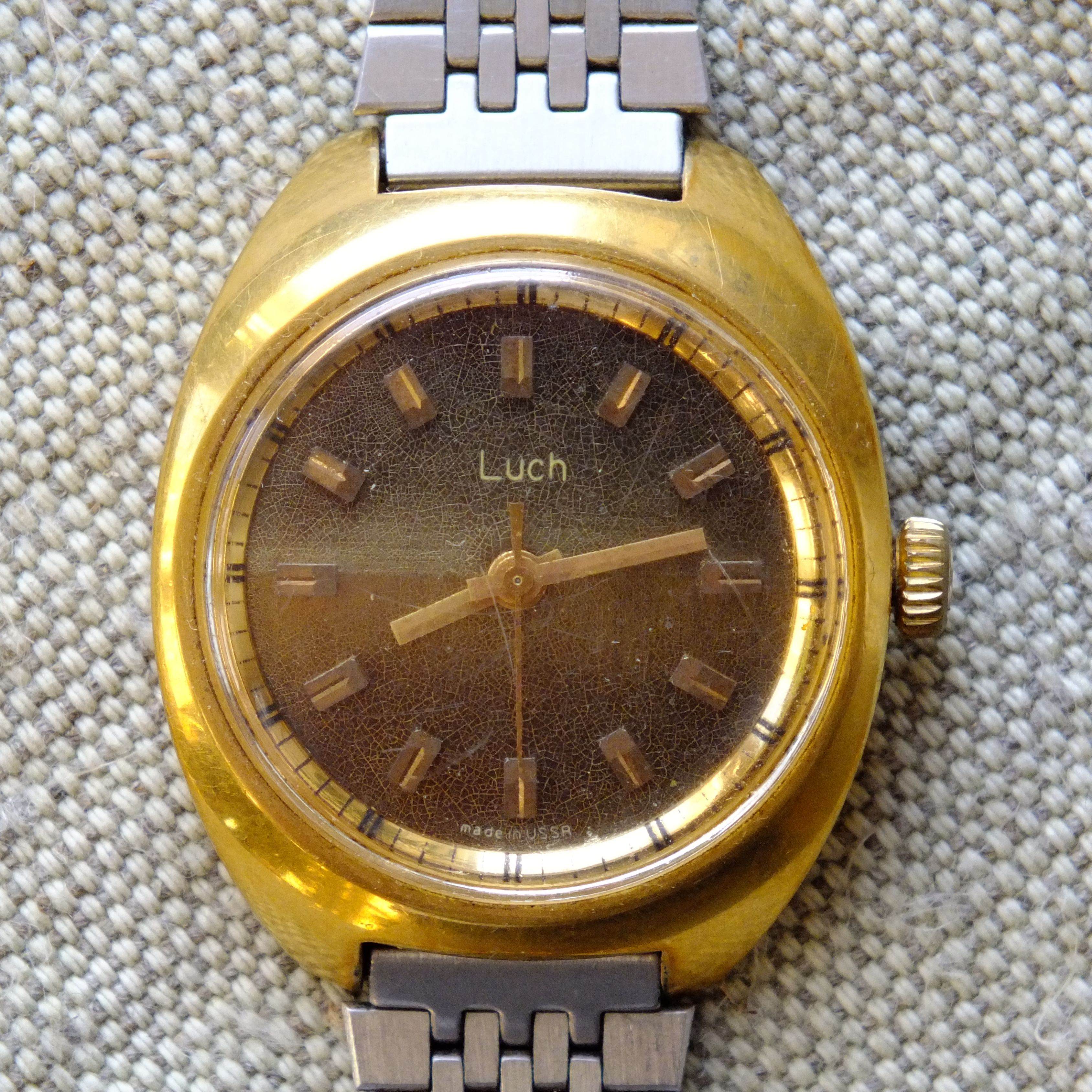
Женские часы «Луч», СССР, 1983 год.

Назрела необходимость расширять ассортимент и увеличивать выпуск наручных и карманных часов. Постановление  Совета Министров БССР № 1134 от 22.09.1953 положило начало созданию часовой промышленности в Белоруссии.

### Строительство завода
Архитекторы — Иван Иванович Бовт, Сергей Борисович Ботковский и Нута Шпигельман; главный корпус завода стал первым в БССР полносборным многоэтажным производственным зданием.
Строительство завода началось в конце 1953 года и было сопряжено с послевоенными трудностями нехватки рабочих, материалов и техники. Поэтому первой специальностью многих часовщиков стала специальность подсобного рабочего на строительстве.
К середине 1955 года строительно-монтажные работы в первом корпусе, по временной планировке, были завершены и с 24 ноября 1955 Минский часовой завод был переведён в число действующих предприятий.
К 1965 году строительно-монтажные работы на Минском часовом заводе в основном были закончены.
Проектом плана строительства завода было предусмотрено строительство жилья и других объектов соцкультбыта — детских садов и яслей, пионерского лагеря, дворца культуры и спортивных сооружений. Уже в 1954 году начато строительство 95-квартирного дома на проспекте Сталина (теперь Независимости).
Приказом по заводу № 27 от 24.01.1978 года введён в эксплуатацию производственный корпус № 7 и в соответствии с решением директора завода в этом корпусе на первом и третьем этажах были выделены производственные площади для отдела микроэлектроники и опытного экспериментального участка.
Здание Минского часового завода является одним из самых узнаваемых в Белоруссии.
Знаменитая башня Минского часового завода, которая стала частью ансамбля главного проспекта столицы — Независимости, была построена в 1988 г. Через год на ней были установлены хронометры с диаметром циферблатов 6 метров. Длина минутных стрелок — 2 метра. Причём каждую монтировали из трёх частей: создать их целиком в заводском инструментальном цехе было невозможно.
Все четыре башенных хронометра приводят в движение отдельные механизмы, которые разрабатывались на ереванском производственном объединении «Сапфир». Внешнее оформление часов и крепления деталей на «Луче» создавали своими силами.
В ночь с 1988 на 1989 год последние минуты до праздничной полуночи белорусы отсчитывали по телевизору именно по часам «Луч».

### Производство в советский период

#### 1955—1965 годы
14 декабря 1955 года с конвейера сошли первые часы «Заря» — самые маленькие и изящные из выпускаемых в Советском Союзе. Чертежи были переданы с Пензенского часового завода.
Процесс сборки часов в то время был трудоёмким: все операции выполнялись вручную. Основными инструментами были пинцеты и отвёртки. Трудоёмкость сборочных процессов в общих трудозатратах изготовления часов занимала более сорока процентов.
В 1965 г. начаты опытно-конструкторские работы по созданию новых женских часов с точностью хода +/- 30 с в сутки, что соответствует часам 1-го класса точности для механических часов. Механизм диаметром 18 мм с центральной секундной стрелкой и противоударным устройством Луч-1809. Новизна и оригинальность разработки заключались в том, что этот механизм должен был стать базовым для различных модификаций часов — с календарём Луч-1814, с автоподзаводом Луч-1815, с календарём и автоподзаводом Луч-1816. В 1970-е гг. эти марки часов стали основой программы по созданию новых видов механических часов.
К 1965 на головном предприятии было смонтировано 1850 единиц оборудования, в том числе 1120 единиц технологического. Численность персонала составляла 4374 человека, в том числе промышленно-производственного — 4223 человека.
План 1965 г. МЧЗ выполнил по всем показателям. Выпущено товарной продукции на 11 миллионов 579 тысяч рублей. В сравнении с 1958 г. выпуск увеличился более чем в два раза. За 1965 г. всего было изготовлено 1 265 773 часов, в том числе «Луч-1800» — 1 035 492 штук, «Луч-2209» — 165 231 и «Луч-1300» — 65 050 штук.
Кроме часов завод выпускал станки для приборостроительной промышленности, приборы и запасные части.

#### 1966—1970 годы
В восьмой пятилетке (1966—1970 гг.) началось освоение новых сложных часов с противоударным устройством и центральной секундной стрелкой «Луч-1809». На базе механизма этих часов планируется создание часов с автоподзаводом и календарём. В 1966-67 гг. спроектировано и освоено 36 новых внешних оформлений.
В 1968 г. выпущены в серийное производство часы с механизмом «Луч-1809» первого класса точности хода, диаметром 18 мм и высотой 3,8 мм с центральной секундной стрелкой и противоударным устройством. По техническим характеристикам подобные часы не производились в стране и они соответствовали мировому уровню.
В 1969 г. начат выпуск часов с календарём «Луч-1814», за год выпущено 1212 часов. Налажено производство 21 варианта внешних оформлений к часам всех калибров, в том числе 1 новый корпус и 20 циферблатов с химическим и электрическим полированием, с окраской цветными лаками, с циферблатами, обработанными методом декоративной штриховки, а также нанесением и обработкой знаков алмазными резцами и т. д. В эти годы в конструкциях внешних оформлений часов широко используются гибкие браслеты.

#### 1971—1975 годы
За годы девятой пятилетки (1971—1975 гг.) объём выпуска продукции вырос на 96,6 %, производительность труда — на 81,4 %. Выпуск наручных часов в 1975 году составил 3775 тысяч штук. Ежегодно увеличивается выпуск часов на базе «Луч-1809». В 1975 г. выпущено часов «Луч-1809» — 11,1 и «Луч-1816» — 15 тысяч штук.
В 1973 г. началась поставка в торговую сеть электронно-механических часов, в 1974 г. часов с автоподзаводом «Луч-1815» и с автоподзаводом и календарём мгновенного действия «Луч-1816». Кроме бытовых часов в этом году было поставлено 121000 автомобильных часов.
Из 3777 тысяч наручных часов в 1975 г. поставлено на экспорт 854 тысячи или 22,6 % от общей поставки. Часы поставлялись в семнадцать стран, в том числе в Англию, Канаду, Панаму, США, Францию и другие страны.
Выпуск наручных женских часов за две пятилетки увеличился более чем в три раза, в том числе выпущено почти 600 тысяч новых наручных часов на базе механизма «Луч-1809» и с 1973 года организовано серийное производство наручных электронно-механических часов «Луч-3045». Кроме этого в 1975 году выпущено 150,5 тысяч автомобильных часов АЧЖ-1. (2/253)
В 1975 году выпущено 3775 тысяч наручных часов, в том числе 596 тысяч новых часов на базе механизма «Луч-1809». Налажено производство и выпускаются часы с календарём и автоподзаводом «Луч-1816». Выпуск часов с новым механизмом в 1976 году возрастает до 900 тысяч штук.
В 1975 году средняя зарплата одного работника ППП составила 1706 рублей, повысилась в сравнении с 1965 годом на 667 рублей.

#### 1976—1980 годы
Особенность десятой пятилетки (1976—1980 гг.) — значительное изменение ассортимента выпускаемой продукции. В 1980 году выпуск часов «Луч-1800» и «Луч-2209» сохраняется на уровне 1975 года, а выпуск часов «Луч-1809, 1814, 1816» возрос почти вдвое. Выпуск всех часов превысил 5200 тысяч часов, в том числе бытовых — почти 5000 тысяч часов в год. Начинается производство наручных электронно-механических часов и создаётся серийное производство интегральных схем и электронных блоков.
Приказом министра от 18 января 1976 года Минскому часовому заводу поручено создание мощностей по производству изделий микроэлектроники, по расширению применения их в приборостроении, в том числе часовой промышленности.
За десятую пятилетку с конвейеров завода сошло свыше 22 миллионов часов, в том числе 450 тысяч сверх плановых. Почти каждые третьи часы выпускаются с государственным «Знаком качества».
Многие годы пользовались у покупателей большим спросом часы в оформлениях ЧН-961К, ЧН-706К, ЧН-585К, ЧН-844К, ЧН-866К, ЧН-598К, ЧН-538К. В конце семидесятых годов был создан ряд филигранных изделий из мельхиора ЧН-101К — книжечка, в которую монтировались часы «Луч-1800», ЧН-103К — ювелирный набор, состоявший из корпуса браслета и перстня. Часы в корпусе-браслете ЧН-105 (веревочка) долгое время пользовались спросом у покупателей.
Во второй половине семидесятых годов началось бурное развитие кварцевых наручных часов (КНЧ). Если в 1975 году механических малогабаритных часов в общем объёме производства бытовых часов в мире составляло 94 %, а КНЧ — 6 %, то в начале девяностых годов эти цифры были равны соответственно 10-15 % и 85-90 %. Для решения проблемы развития производства электронных часов нужна была специальная база.

#### Юбилей — 25 лет
24 ноября 1980 года исполнилось 25 лет со дня ввода МЧЗ в строй действующих предприятий. За эти годы завод вырос в одно из крупнейших предприятий часовой промышленности. На заводе работает более восьми тысяч человек — из них 5253 удостоены почётного звания «Ударник коммунистического труда», 383 человека выполнили свои личные пятилетние планы досрочно.
За 25-летний период коллектив Минского часового завода изготовил свыше 56 миллионов часов. Это наручные женские «Луч-1900, 1809, 1814, 1816», мужские «Луч-2209». Выпускаются также электронно-механические часы «Луч-3055» и часы «АЧЖ-1» для автомобилей «Жигули».
На заводе действует 32 конвейера поэлементной сборки часов, 17 автоматических линий и 1205 единиц автоматического и полуавтоматического оборудования, 7 комплексно-механизированных и 2 автоматизированных цеха.

### Кадры в советский период

#### Директора завода
Первым директором был назначен Григорий Иванович Можаев, имеющий большой опыт хозяйственной и партийной работы, и занимал эту должность до выхода на пенсию. В этом же году был назначен главный инженер строящегося завода — Д. В. Шейнерт, высококвалифицированный специалист, знающий специфику производства часов. Он перешёл на МЧЗ с Пензенского завода и проработал на Минском заводе до выхода на пенсию.

#### Численность работников
В 1954 году начался набор учеников и рабочих и в течение года было принято 85 человек. Вначале всем пришлось помогать строителям.
В августе первая группа из 30 учеников была отправлена на Пензенский часовой завод. В июле 1955 года туда были направлены ещё две группы учеников, всего 200 человек. Более 350 человек изучало основы часового производства на ПЧЗ. Были связи и с другими часовыми заводами СССР.
Пополнялись кадры и за счёт перевода квалифицированных специалистов с других часовых заводов СССР. За 1956—1957 гг. было переведено 132 инженерно-технических работников, среди них были мастера, технологи, конструкторы, руководители цехов и отделов.
Количество работающих быстро росло, только в 1955—1956 гг. было принято на завод более тысячи человек. В 1957—1958 гг. на завод было принято более 1500 человек, в основном это были выпускники школ. Они поступали на завод учениками.
Передовые рабочие направлялись заводом в ВУЗы на обучение с отрывом от производства и без, им выплачивались стипендии, предоставлялись дополнительные отпуска. В 1959 по ходатайству администрации МЧЗ в Минском политехникуме было открыто вечернее отделение для подготовки специалистов из числа рабочих завода. Первый выпуск техников-механиков по специальности «Производство приборов времени» состоялся в 1963 году.
В 1970 г. на заводе работает 6653 человека, в том числе рабочих — 5207, ИТР — 697, служащих — 148 и учеников — 317. В 1975 году соответственно 7242, численность промперсонала — 6937.
В целях выполнения постановления ЦК КПСС «Об улучшении экономического образования трудящихся» и дальнейшего повышения экономических знаний администрацией и партийным комитетом принято решение об организации на заводе университета экономики и управления производством. В университете занимается 62 человека из числа заместителей начальников цехов, отделов и старших мастеров.
24 ноября 1980 года Минскому часовому заводу исполнилось 25 лет со дня ввода в строй действующих предприятий. На заводе в это время работало более 8000 человек, из них 5253 удостоены отчётного звания «Ударник коммунистического труда», 383 рабочих выполнили свои личные пятилетние планы досрочно.

#### Училище часовщиков
В корне изменилось положение в подготовке рабочих после открытия технического училища. Его первым директором был М. А. Цикало. В декабре 1957 года прозвенел первый звонок. К учёбе приступило 80 будущих специалистов часового производства.

### Производственное объединение «Луч»
В сентябре 1963 г. создано ПО «ЛУЧ», которое объединило Минский часовой завод и Витебский завод часовых деталей — филиал. Руководство объединением было возложено на руководящий состав МЧЗ.
В середине 1966 года упразднено часовое производственное объединение «Луч». Минский часовой завод и Витебский завод часовых деталей (ВЗЧД) стали самостоятельными предприятиями с подчинением Главчаспрому.

### Награды и достижения
В 1964 бригадой рационализаторов и конструкторов внедрено предложение о нанесении на поле циферблата радиальных рисок. Часы со штрихованными циферблатами были удостоены дипломом 2-й степени художественного Совета НИИ Часпрома.
За успехи в социалистическом соревновании в первом квартале 1966 г. МЧЗ присуждено первое место и Красное знамя Совета Министров СССР и ВЦСПС.
За достигнутые успехи в области научной организации труда в 1970 г. коллектив завода награждён дипломом ВЦСПС и первой премией Союзчаспрома. Минский часовой завод утверждён базовым предприятием по НОТ среди предприятий Союзчаспрома.
В 1974 году на Лейпцигской ярмарке заводом демонстрировались часы с календарём и автоподзаводом. За высокий технический уровень разработки и освоение в производстве часов «Луч-1816» заводу присужден Диплом ярмарки и Золотая медаль.
В январе 1977 года утверждено положение о дипломе ВЦСПС и Госстандарта СССР — "За достижение наилучших результатов по выпуску продукции с государственным «Знаком качества».
В 1978 году МЧЗ присвоено имя 60-летия Компартии Белоруссии. В честь 25-летия завод награждён орденом Трудового Красного Знамени.
В 1981 году часы Луч-1956 награждены «Большой золотой медалью» на международной ярмарке в Пловдиве (Болгария).
В 2023 году «Луч» завоевал титул «Народная Марка-2023»
в 2023 году  Минский часовой завод получил премиб "Бренд года 2023"
В 2024 году «Луч» завоевал титул «Народная Марка-2024»

## Часы советского периода

### Механические часы

#### Заря (Луч-1800)
Своё производство Минский часовой завод начал с часов «Заря», первый экземпляр которых сошёл с конвейера в 1955 году. Это малогабаритные женские часы калибра 18 мм на 16 рубиновых камнях. Механизм часов состоит из 80 деталей и 25 узлов. Многие размеры деталей часов не превышают 1 мм. Техническая документация для их производства была безвозмездно получена с Пензенского часового завода.
В 1957 году было закончено освоение всех деталей часов «Заря». В 1958 году половина выпущенных часов была собрана из деталей собственного производства, а в 1960 г. уже все детали были собственного производства. Выпуск часов достиг почти 450 тысяч штук.
В 1959—1960 гг. спроектировано двадцать вариантов внешнего оформления, в том числе в корпусах с золоченными ободками. Спроектировано сорок восемь видов циферблатов.
В 1961 году разработано несколько видов часов «Заря» в жёстком браслете из алюминия, под цвет золота. Тогда часы ЧН-14-61К, ЧН-14-62К и ЧН-528К пользовались большим успехом у покупателей (назывались эти часы «Краб»).
В 1962 году было собрано 138,790 часов «Заря».
В 1963 г. также было отлажено производство гибкого браслета с покрытием хромом и золотом.
В 1964 г. технологами разрабатывался новый процесс сборки часов Луч-1800 в связи с введением безвинтового баланса. (1/134)
В 1965 освоены новые внешние оформления — ЧН-585 и ЧН-586. Корпус часов ЧН-585 круглый золоченный, ободок обработан алмазом, дно корпуса из нержавеющей стали, ушки под плоский ремешок, циферблат серебряный или золоченый с полной оцифровкой, стрелки граненые, золоченые.
В 1966 г. спроектированы и изготовлены опытные партии часов «Луч-1300» и «Луч-1800» с вынимающимся ключом без выемки механизма из корпуса. По улучшению качества внедрены мероприятия по замене материалов заводных ключей на нержавеющую сталь. В этом году спроектированы и изготовлены опытные партии деталей и утверждены образцы часов на пять новых внешних оформлений «Луч-1800»: ЧН-592, 593, 594, 595, 545/1.

#### Минск (Луч-1300)
В 1960 году началась разработка нового калибра часов и была создана конструкция часов с диаметром механизма 13 мм и высотой 3,4 мм. В конструкции механизма часов и конструкции внешнего оформления часов учитывался опыт работы с часами «Заря». В 1961 году была выпущена опытная партия часов «Минск» (Луч-1300). Но в 1962 г. освоение часов было приостановлено — спрос на женские часы, особенно малого калибра, резко снизился. И несмотря на то, что около 60 процентов работ по подготовке было выполнено, они были временно прекращены и завод переключился на освоение мужских часов «Вымпел».
В 1963 г. к освоению часов Луч-1300 снова вернулись. Первые 500 часов были поставлены на контроль в апреле 1964 г., в оформлении ЧН-602 лицевая сторона ободка обработана алмазом, дно корпуса из нержавеющей стали.
В 1964 году были спроектированы несколько видов оформления с гибким браслетом для часов «Луч-1300» и начат их выпуск.
В 1966 г. спроектированы и изготовлены опытные партии часов «Луч-1300» и «Луч-1800» с вынимающимся ключом без выемки механизма из корпуса. По улучшению качества внедрены мероприятия по замене материалов заводных ключей на нержавеющую сталь, внедрен барабан с увеличенной камерой и усиленной пружиной к часам «Луч-1300», внедрены полихлорвиниловые прокладки в корпусах ЧН-602к, 607к и 610к и другие.
В конструкцию часов «Луч-1300» введён 17-й камень — часам присвоен шифр «Луч-1300А». Разработана конструкция с противоударным устройством «Луч-1301».

#### Вымпел (Луч-2209)
Министерство промышленности вместе с заводом приняли решение о производстве мужских особо плоских часов «Вымпел», выпускаемых 1-м Московским часовым заводом, который передал на них техническую документацию. Эти часы получили марку «Луч-2209».
Калибр механизма — 22 мм, высота — 2,9 мм, на 23 камнях, с центральной секундной стрелкой и противоударным устройством. Освоение началось 1 июля 1962.
Первые партии часов «Вымпел» собирались в корпусе ЧН-961К, получаемом с 1-го МЧЗ: круглый, позолоченый, с алмазной обработкой ободка и корпусного кольца, дно корпуса из нержавеющей стали, циферблат серебряный с печатной полной оцифровкой. Полностью освоение часов «Вымпел» закончено в августе 1963 года. К этому времени на склад готовой продукции было сдано более тысячи часов.
Оформление ЧН-961 пользовалось спросом как на внутреннем, так и на внешнем рынке. Различные виды покрытий циферблатов — серебрение, золочение, чёрный никель, разные способы нанесения оцифровки — печатание, фрезерование знаков алмазным резцом и др. позволяли разнообразить модели «Вымпела».
В 1966 году изготовлены опытные партии деталей и утверждены образцы часов на три новых внешних оформления: ЧН-706 и ЧН-705.
В 1977 году налажено серийное производство прямоугольных корпусов к этим часам.

#### Луч-1809
Главной задачей восьмой пятилетки было создание механических часов высокого технического уровня, с дополнительными устройствами и высокой точностью хода. В это время был разработан механизм женских наручных часов «Луч-1809» первого класса точности хода, диаметром 18 мм и высотой 3,8 мм с центральной секундной стрелкой и противоударным устройством. По техническим характеристикам подобные часы не производились в стране и они соответствовали мировому уровню.
Новизна и оригинальность механизма в сравнении с выпускаемыми часовой промышленностью заключалась в том, что он должен стать базовым для часов с календарём «Луч-1814», с автоподзаводом «Луч-1815» и в комбинации с календарём и автоподзаводом «Луч-1816». В конструкции часов были заложены новые решения, опробованные в производстве: безвинтовый баланс, волосок для баланса с периодом колебания 0,33 секунды, календарь мгновенного действия и другие.
Серийное производство часов «Луч-1809» было налажено в 1968. Сдано на склад готовой продукции 13,9 тысяч часов.
В 1977 году выпускаются с государственным «Знаком качества».

#### Луч-1814
Часы с календарём, выпуск которых был начат в 1969 году. За год было выпущено 1212 часов.

#### ЛУЧ-1815
Часы с автоподзаводом, выпущенные в 1972 году.

#### ЛУЧ-1816
Часы с автоподзаводом и календарём, первая промышленная партия которых была выпущена в 1972 году.
В 1974 году на Лейпцигской ярмарке заводом демонстрировались часы «Луч-1816». Высокая точность хода, календарь мгновенного действия, автоматический подзавод пружины и современный дизайн привлекли большое внимание участников ярмарки. За высокий технический уровень разработки и освоение в производстве часов «Луч-1816» заводу присужден Диплом ярмарки и Золотая медаль.
Часы пользовались большим спросом у покупательниц внутри страны и за рубежом. В 1975 г. торгующим организациям было поставлено более 15 тысяч часов Луч-1816.

### Электронно-механические часы

#### Луч-3045
В декабре 1964 г. издан приказ об организации производства электромеханических часов ЧН-4М.
В семидесятых годах на мировом рынке появились часы на новых принципах действия — электромеханические и электронные. Эти часы имеют большое преимущество по сравнению с механическими, на порядок выше точность хода и отпадает необходимость ежедневной заводки часов. Минский часовой завод в числе первых предприятий в бывшем СССР начал исследовательские и конструкторские работы по созданию конструкций электронных и электронно-механических часов. В декабре 1964 г. издан приказ об организации производства электромеханических часов ЧН-4М.
В 1971 были изготовлены опытные образцы электронно-механических часов с балансовым двигателем «Луч-3045». В 1973 г. началась поставка этих часов торгующим организациям. Часы выпускались в небольших количествах.

#### ЛУЧ-3054
В январе 1976 года НИИЧП разработал механизм электронно-механических наручных часов со стрелочной индикацией (АЖС-4). Согласно вновь разработанному стандарту «Единые наименования часов, товарных знаков заводов и система маркировки механизмов, корпусных оформлений» электро-механическим часам (АЖС-4) присвоен шифр механизма «Луч-3054».
В 1976 году изготовлена опытная партия часов «Луч-3054» в количестве 40 штук. А уже на следующий год план производства был рассчитан на тысячу штук.

#### Луч-3055
Часы «Луч-3055» — это мужские наручные электронно-механические часы с балансовым двигателем с синхронизацией частоты колебаний баланса с помощью кварцевого стабилизатора.
В 1974 году по разработанной ОГТ технологии изготовлена опытная партия деталей и узлов электронно-механических мужских часов с центральной секундной стрелкой, противоударным устройством, двойным календарём мгновенного действия «Луч-3055», часы сданы на испытания в НИИЧП. В 1975 проведена большая работа по подготовке выпуска электро-механических часов «Луч-3055» с кварцевым осциллятором. Был установлен срок сборки опытной партии часов — май 1976 г.
В августе 1976 началось освоение деталей и узлов КНЧ «Луч-3055». В апреле 1977 проведены государственные испытание и до конца года на склад сдано 2350 часов.

#### ЛУЧ (КНЧ)-1956
В 1980 году была начата разработка конструкции кварцевых электронно-механических часов (КНЧ) с шаговым двигателем. В следуещем году была выпущена первая промышленная партия часов КНЧ-1956.
В часах Луч-1956 применена микросхема (БИС) «Дебют-1», разработанная НПО Интеграл и изготовленная на экспериментальном участке МЧЗ.
В 1981 году, учитывая высокий технический уровень разработки механизма и эстетические данные внешнего оформления, часы Луч-1956 награждены «Большой золотой медалью» на международной ярмарке в Пловдиве (Болгария).

### Автомобильные часы
В 1973 полностью освоено производство автомобильных часов, переведённое с Чистопольского часового завода. За первый год было выпущено 15 тысяч АЧЖ-1.
В 1976 году получены наряды на поставку специальных приборов, автомобильных часов для автомобиля Жигули — АЧЖ-1 на 200 тысяч штук.
В 1977 году выпускаются с государственным «Знаком качества».

### Будильники
Минским часовым заводом были созданы различные модели будильников: минибудильник-брелок с зуммером, дорожно-настольный будильник, в котором сигнал подается воспроизведением различных музыкальных мелодий Луч-18511 (три мелодии и подсветка циферблата).
В 2018 году "Луч" представил коллекцию будильников собственного производства.

### Олимпийские часы
В 1980 году Советский Союз принимал в Москве Олимпиаду. Минским часовым заводом были получены дипломы Оргкомитета «Олимпиада-80» № 4014 и № 4761 на 14 новых внешних оформлений «Луч» с олимпийской символикой. План производства таких часов на 1977 год составлял 106 тысяч.

## Постсоветский период
В июне 1992 года, согласно протоколу общего собрания акционеров, акционерное предприятие «Производственное объединение Минский часовой завод» путём выделения из Акционерного общества «Часпром» (СССР, г. Москва) было преобразовано в акционерное общество.
В соответствии с Уставом ОАО «Минский часовой завод» является открытым акционерным обществом с 1994 года. ОАО «Минский часовой завод» дважды осуществило перерегистрацию в Минском городском исполнительном комитете, что зарегистрировано в Реестре общереспубликанской регистрации в 1996 и 2000 гг.
В соответствии со ст. 90 Закона № 423-3 от 18.07.2000 г. «Об экономической несостоятельности (банкротстве)» в период проведения конкурсного производства полномочия руководителя и иных органов управления перешли к управляющему, за исключением полномочий, переходящих, в соответствии с настоящим Законом, к другим лицам (органам), и право управления имуществом должника перешло к управляющему.
В августе 2006 года хозяйственный суд г. Минска по иску налоговой инспекции в отношении Минского часового завода начал процедуру банкротства и ввёл защитный период. По состоянию на 01.09.2006 г. на складах завода находилось 1,32 млн единиц часов, что более чем в 16 раз превышало объём среднемесячного производства, на конец 2009 года складские запасы превысили среднемесячный объём производства в 35,8 раза.
В месяц «Луч» выпускает 10-15 тысяч часов (на декабрь 2013 года).

### Приватизация
В 2009 году президент Белоруссии Александр Лукашенко посетил ОАО «Минский часовой завод» вместе с генеральным директором швейцарской компании Franck Muller International B.V. Вартаном Сирмакесом.
1 марта 2010 года А. Лукашенко подписал указ № 109 О привлечении инвестиций в открытое акционерное общество «Минский часовой завод», содержащий условия продажи пакета акций ОАО «Минский часовой завод» швейцарской компании Franck Muller International B.V.
29 июня 2010 года между Республикой Беларусь и Franck Muller International B.V. был подписан инвестиционный договор о реализации инвестпроекта "Обновление производства и продукции ОАО «Минский часовой завод». В октябре 2012 года представитель инвестора заявил, что объём инвестиций швейцарской компании Franck Muller в модернизацию и техническое перевооружение ОАО «Минский часовой завод» начиная с 2010 года составил $2,82 млн.
В 2020 году было закончено строительство нового корпуса Минского часового завода.

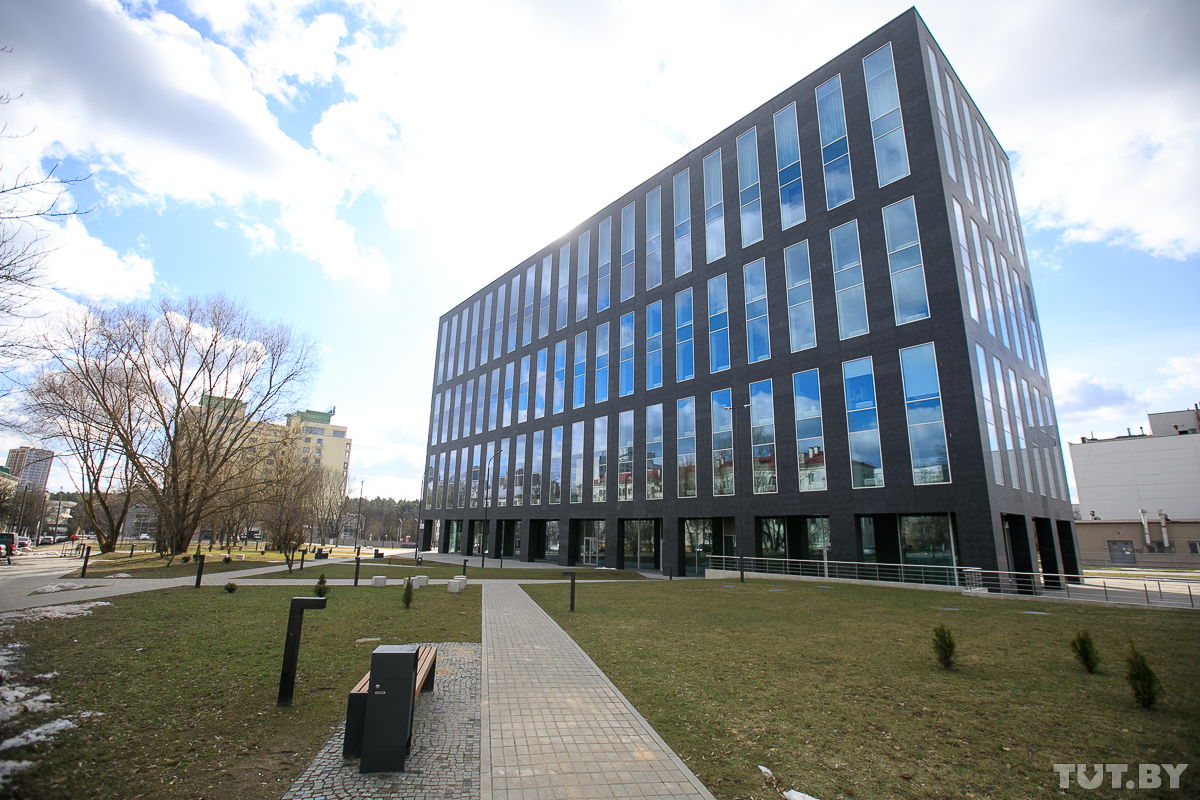
Новый корпус Минского часового завода

### Производство лимитированных коллекций
Помимо классических моделей, ставших визитной карточкой завода, с 2019 года стали появляться лимитированные коллекции.

#### Лимитированная коллекция «Мова»
«Мова» — коллекция, посвященная Ф. Богушевичу — белорусскому поэту, одному из основоположников новой белорусской литературы. А именно его призыву любить родной язык и дорожить им. «Не пакідайце ж мовы нашай беларускай, каб ня ўмёрлі …» — писал Ф. Богушевич в предисловии к своему первому сборнику стихов «Дудка беларуская» (1891). Коллекция также приурочена к Международному дню родного языка.
Дизайнеры коллекции «Мова – 2019» сделали акцент на уникальности белорусского языка и добавили надписи [дз'] и [дж] .
В 2020 году вдохновением на создание эксклюзивных часов из коллекции «Мова» стало стихотворение Максима Богдановича «Звезда Венера» .
В 2021 году Минский часовой завод презентовал новую лимитированную коллекцию «Янка Купала» , в концепцию которой легли наручные часы, которые носил классик белорусской литературы Янка Купала.
В 2023 Коллекция «Мова» посвящена белорусским писателям – Янке Брылю, Максиму Танку и Петрусю Бровке.
в 2024 Коллекция сфокусирована на слогах [жы] и [шы].
в 2025 Коллекция посвящена Владимиру Короткевичу – классику белорусской литературы.

#### Лимитированная коллекция к 65-летию завода «Луч»
К своему 65-летию в 2018 году «Луч» выпустил юбилейную лимитированную коллекцию  из 65 моделей.
Коллекция была разработана на базе отреставрированных механизмов Луч-2209.

#### Лимитированная коллекция к 70-летию завода «Луч»
Юбилейная лимитированная коллекция часов посвящена 70-летию Минского часового завода.

#### Лимитированная коллекция «Асоба»
В дань уважения к белорусским деятелям культуры и искусства ежегодно в конце декабря «Луч» стал выпускать коллекцию «Асоба». Часы по мотивам ковров белорусской художницы Алены Киш стали первыми в лимитированной коллекции.
Коллекция «Асоба», выпущенная в декабре 2020 года, была посвящена одному из основателей национального академического театра имени Я. Купалы, актеру и режиссеру Флориану Ждановичу. Коллекция насчитывала 100 экземпляров, каждый из которых имел свой уникальный номер. На циферблате изображен театральный занавес с обложки книги, в которой впервые была опубликована пьеса «Паўлінка», поставленная Ф. Ждановичем.
В декабре 2021 года коллекция часов «Асоба» пополнилась новой моделью – «Ігнат Дамейка» – в честь 220-летия Домейко.
2022 год - Часы по мотивам ковров Алены Киш.
2023 год лимитированная серия часов "Паца-Ваца" из коллекции "Асоба"  представляет собой две модели механических однострелочников.
2025 год «Луч» представляет коллекцию часов «Асоба. Василь Быков» к 101-летию писателя.

#### Лимитированная коллекция ко Дню Победы
В апреле 2020 года к 75-летию великой Победы было выпущено 3 модели часов, дизайн циферблатов которых был создан по мотивам приборов управления военной техники: танк T-34, грузовик Studebaker и истребитель Supermarine Spitfire.
В мае 2021 года было выпущено ограниченное издание в 100 экземпляров под названием «9 мая. Штурм Берлина».

#### Лимитированная коллекция «Краски Мира»
В 2022 году Минский часовой завод «Луч» выпустил лимитированную коллекцию «Краски Армении», посвященную работам армянского художника Мартироса Сарьяна. В серию вошли три модели часов, созданные по мотивам картин «Армения», «Сказка» и «Лотос». Каждая модель была выпущена ограниченным тиражом в 100 экземпляров.
В 2023 году завод представил новую серию коллекции "Краски мира", серия "Ван Гог", вдохновленную творчеством Винсента Ван Гога В коллекцию вошли четыре модели, основанные на знаменитых картинах: «Звездная ночь», «Автопортрет в соломенной шляпе», «Цветущие ветки миндаля» и «12 подсолнухов в вазе». Как и в предыдущей серии, тираж каждой модели составил 100 штук.
В 2024 году вышла третья серия коллекции, посвященная произведениям «Краски мира» Густава Климта. В нее включили четыре модели, созданные по мотивам картин «Поцелуй», «Юдифь», «Дама с веером» и «Девы».

### Непрофильное производство
ОАО «Минский Часовой Завод Луч» осуществляет выпуск продукции производственно-технического назначения:
- кварцевые автомобильные часы (АКЧ)
- манометры технические
- печатные платы (в том числе для телефонных карточек и др. SMART-карт)

## Музей Минского часового завода
Музей Минского часового завода был открыт в 2020 году.